# Louis-Roger Franssure de Villers
Pour les articles homonymes, voir Louis Roger.
Louis-Roger Franssure de Villers, né en 1684 peut-être à Compiègne et mort le 5 mars 1775 au Havre, est un officier de marine français des XVIIe et XVIIIe siècles.  

## Biographie

### Origines et famille
Louis-Roger de Franssure est le fils de François-Roger, seigneur de Villers-Tournelle et de Marie de Pestivien. Il descend d'une ancienne famille de la noblesse picarde qui porte « d'argent, à une fasce de gueules, chargée de trois besans d'or » et dont le premier dont on ait connaissance est Mathieu Defransure, mentionné dans Lannoy en 1117.

### Carrière dans la Marine royale
Originaire de Compiègne, il entre jeune au service du comte de Toulouse, amiral de France à l'âge de cinq ans, dont il est le page. Au début de la guerre de Succession d'Espagne, il suit son maître dans ses campagnes maritimes. 
Il est sur Le Foudroyant, vaisseau de 104 canons, à Palerme et à Messine, en 1702. Il prend part à la campagne de 1703, sur le même vaisseau, et toujours en compagnie du comte de Toulouse. Il participe à la campagne de 1704, toujours sur Le Foudroyant, monté par le comte de Toulouse, qui commande une flotte de vingt-sept navires, et qui est suivie pendant trois jours par quarante-cinq vaisseaux. Le comte de Toulouse rentre à Toulon ; on y arme vingt-trois bâtiments ; il sort avec cinquante navires, et rencontre l'ennemi, fort de quarante vaisseaux anglais et vingt-trois hollandais : combat à la hauteur de Malaga, le 24 août, de dix heures du matin à neuf heures du soir. Les ennemis, ayant le vent, se retirent. M. de Franssure-Villers est blessé d'un coup de canon, qui lui démit le talon et dont il est reste estropié.
Il entre dans la Marine royale et intègre une compagnie de gardes de la Marine en 1705. En 1705, il est sur Le Bizarre au siège de Nice et au blocus de Barcelone. En 1706, pendant la même campagne; il se trouve à trois différentes combats. La même année, sur Le Mercure, navire armé en course ; ce vaisseau fait plusieurs prises, et soutient pendant deux heures, un combat contre un bâtiment hollandais de 40 canons. En 1708, il est à bord du vaisseau Le Parfait qui fait plusieurs prises. En 1710, il passe sur la frégate L'Adélaïde, qui fait également de nombreuses prises. 
Promu enseigne de vaisseau en 1712. En 1712 il achète la lieutenance des gardes du duc de Berry, pour la somme de 20 000 livres et qu'il perd en 1714. Il est fait chevalier de Saint-Louis en 1728 et promu aide-major en 1729 avant d'être fait lieutenant de vaisseau en 1735. En 1735-1736, il commande La Gironde et effectue des campagnes en Louisiane, dans le delta du Mississippi, aux Indes occidentales et à Saint-Domingue.
Il reçoit son brevet de capitaine de vaisseau en 1741. En 1742, il est capitaine en second sur L'Heureux, au sein de l'escadre du marquis de Caylus, chargé de reconduire l'ambassadeur turc à Constantinople. Il reçoit, à cette époque, une pension de 1 000 livres sur le trésor royal et obtient en 1745, pension de 800 livres sur l'Ordre de Saint-Louis. En 1751, il reçoit une nouvelle pension de 1 000 livres, sur le budget du corps de la Marine.
Il est promu chef d'escadre des armées navales lors de la promotion du 1er janvier 1754 avec une pension de 1 000 livres sur l'ordre de Saint-Louis. Le 24 mars 1758, il reçoit une pension de 1 500 livres sur l'ordre de Saint-Louis ; la pension de 1 000 livres octroyée en 1754 passe au comte de Kersaint. En 1766, il commande le Parham. Il est nommé commandant la Marine au Havre, un poste qu'il occupe jusqu'à sa mort, dans cette ville, le 5 mars 1775, à l'âge d'environ 91 ans. 
Il sert dans la Marine royale pendant près de 70 ans. Ses trois fils suivent l'exemple de leur père et son reçus gardes de la Marine en 1738, 1744 et 1745. 

« Bon officier, fort sage, et sachant bien son métier. »

— Alexandre Mazas

### Sources et bibliographie
- Michel Vergé-Franceschi, Les Officiers généraux de la marine royale (1715-1774) : origines, conditions, services, vol. 3, Librairie de l'Inde, 1990
- Alexandre Mazas, Histoire de l'ordre royal et Militaire de Saint-Louis, vol. 2, 1860 (lire en ligne), p. 130-131
- Jacques Aman, Les officiers bleus dans la marine française au XVIIIe siècle, Librairie Droz, 1976 (lire en ligne), p. 184.